# Bojîkiv, Berejanî
Bojîkiv (în ucraineană Божиків) este localitatea de reședință a comunei Bojîkiv din raionul Berejanî, regiunea Ternopil, Ucraina.

## Demografie
Componența lingvistică a localității Bojîkiv
     Ucraineană (99,55%)
     Alte limbi (0,45%)
Conform recensământului din 2001, majoritatea populației localității Bojîkiv era vorbitoare de ucraineană (99,55%), existând în minoritate și vorbitori de alte limbi.